# Juan Manuel Tartilán Requejo
Juan Manuel Tartilán Requejo (Lugo, 15 de març de 1938) fou un futbolista espanyol de la dècada de 1960.

## Trajectòria
Era un lateral dret ofensiu, que acostumava a ocupar tot el costat dret del camp. Després de jugar al Lugo i a la Ponferradina, ingressà al Real Club Celta abans del començament de la temporada 1958-59. Debutà amb el Celta a primera divisió el 23 de novembre de 1958. Després del descens del club a Segona Divisió, jugà en aquesta categoria a un nivell força alt, fet que li va permetre fitxar pel Sevilla FC l'any 1960. Al club andalús coincidí amb Lluís Miró a la banqueta, a qui ja havia tingut en el seu primer any al Celta. Amb el Sevilla jugà durant quatre temporades, arribant als 100 partits disputats, entre ells una final de Copa que el Sevilla va perdre al Bernabéu enfront del Reial Madrid per 2-1, amb un penal inexistent de Juan Manuel sobre Gento.
L'any 1964 fitxà pel RCD Espanyol, que aleshores dirigia Ladislau Kubala. Amb l'Espanyol jugà durant set temporades, amb 91 partits de lliga disputats. L'any 1971 deixà el futbol en actiu, passant a fer tasques d'entrenador. Ha disputat quatre fases d'ascens, en les quals ha assolit quatre ascensos: dos a Segona B amb el Real Jaén (1987) i el Polideportivo Ejido (1991), i dues a Segona A amb el Jaén (1999-00) i el Calvo Sotelo CF. A més formà part de l'equip tècnic de l'Espanyol i dirigí altres clubs com el CD Badajoz, el CD Ourense, el CD Lugo o el Lorca Deportiva.
És germà del també futbolista Jesús Tartilán Requejo, amb qui coincidí a l'Espanyol.